# Baloo Col
Baloo Col är ett bergspass i Antarktis. Det ligger i Västantarktis. Argentina, Chile och Storbritannien gör anspråk på området. Baloo Col ligger 250 meter över havet.
Terrängen runt Baloo Col är lite kuperad. Havet är nära Baloo Col åt nordväst. Trakten är glest befolkad. Närmaste befolkade plats är Mendel Polar Station, 13,5 kilometer nordost om Baloo Col. 